# Мочеточник человека
Мочеточники — парный орган мочевой системы человека.

## Характеристики
- Правый и левый мочеточники
- Представляют собой протоки длиной от 27 до 30 см, диаметром от 5 до 7 мм
- Прощупать через живот невозможно
- Внешняя стенка с мышечным слоем
- Внутренняя сторона выстлана слизистой оболочкой (переходный эпителий)
- Начинаются у почечных лоханок, проходят в забрюшинном пространстве по бокам от позвоночного столба, пересекая примерно посередине поперечные отростки поясничных позвонков, опускаются в полость таза, идут по задненижней поверхности мочевого пузыря и, проходя через стенку, открываются устьями в его полость.
- Основная функция — проведение мочи от почек к мочевому пузырю
- Проведение мочи осуществляется за счет непроизвольных перистальтических (ритмичных волнообразных) сокращений мышечной оболочки стенок мочеточников.
- Каждые 15 — 20 секунд поочередно из мочеточников моча поступает в полость мочевого пузыря порциями.
- Мочеточники имеют механизмы, препятствующие обратному забросу (рефлюксу) мочи из полости мочевого пузыря при повышении внутрипузырного давления (в т.ч. при сокращении мочевого пузыря во время мочеиспускания).
- У обоих мочеточников по 3 физиологических сужения, находящихся:
  1. в месте отхождения от почечной лоханки
  2. на границе средней и нижней их трети в месте пересечения с подвздошными сосудами
  3. в месте прохождения внутри стенки мочевого пузыря

## Заболевания мочеточников
- Камни мочеточников
- Структуры мочеточников
- Пузырно-мочеточниковый рефлюкс
- Уретероцеле
- Опухоль мочеточника